# Götterlieder
Götterlieder – album muzyczny grupy Odroerir. Album wydany został w 2005 roku. W 2008 roku miała ukazać się druga część tego albumu, ostatecznie ukazała się w 2009 roku.

## Lista utworów
1. „Ginungagap (Intro)” – 01:37
2. „Weltenanfang” – 05:10
3. „Wanenkrieg” – 08:00
4. „Odroerir” – 05:21
5. „Ask und Embla” – 06:48
6. „Zwergenschmiede” – 09:28
7. „Skirnirs Fahrt” – 15:23

## Twórcy
- Thomas „Fix” Ußfeller – wokal, gitara i dudy
- Stickel – gitara i dudy
- Ivonne – wokal i keyboard
- Manuel – gitara basowa
- Ralph – gitara basowa i wokal
- Philipp – perkusja
- Veit – wiolonczela i skrzypce